# Tramway d'Avdiïvka
Le tramway d'Avdiïvka est le réseau de tramways de la ville d'Avdiïvka, en Ukraine. Le réseau est composé de deux lignes. Sa première ligne a été mise en service en 1965.

## Réseau actuel

### Aperçu général
Le réseau compte deux lignes :
- 1: Вул. Некрасова − Четверта прохідна АКХЗ
- 2 (1K): Вул. Некрасова − Центральна прохідна АКХЗ